# 鄭為元
鄭為元（1913年1月20日—1993年8月3日），中華民國陸軍二級上將，籍貫安徽省合肥縣，駐外武官出身，畢業於義大利培盧查大學、黃埔軍校8期，國防部長任內頒布臺灣解嚴令，曾任駐美武官、駐義大利武官、國防部人行局長、海軍陸戰隊司令、陸軍副總司令、副參謀總長、聯勤總司令、警總總司令、國防部副部長、行政院退輔會主委、國防部長、行政院政務委員、中華全國體育協進會長、中華足協理事長、中華奧委會主席、總統府國策顧問、總統府資政、國統會委員；獲頒青天白日勳章榮譽。

## 經歷

### 1930年代
- 安徽省立第二中學畢業。1930年5月，入中華民國陸軍軍官學校第8期步科。
- 1933年畢業後歷任官校第10期入伍生團及學生總隊班、排、區隊長、陸軍官校德文譯述班隊附等職。
- 1936年，留學義大利，入步兵學校第9期；繼入輕步兵學校，並在義軍部隊見學；返國後，初任軍訓部步兵監監員。

### 1940年代
- 1940年5月，調任中華民國陸軍步兵學校教導總隊營長，兼該校研究處教官；同年冬，調任中央訓練團黨政班分隊長。之後，任中央訓練團軍事組科長、副組長職。
- 1944年7月，調任軍政部扎佐演習場步兵第2團團長。
- 1945年，先後任中華民國陸軍第二十九軍第九十一師第二七三團團長、第二十九軍預備第十一師第三十三團團長，此一期間，正值抗戰全面反攻，曾率部越南丹、出河池、克宜山、取柳州，直驅桂林；又協同友軍進取全州，進克灌陽。戰後，任第二十軍第一三三師參謀長。
- 1946年，任中華民國國防部第二廳組長、科長職。
- 1947年8月，調任駐美國陸軍武官處副武官。
- 1948年9月，調駐義大利武官處武官。
- 1949年7月，任國防部第二廳專員。

### 1950年代
- 1950年7月，晉任中華民國陸軍少將；同年11月，任國防部第二廳第五組組長。
- 1951年2月，任陸軍總司令部第五署署長。
- 1952年冬，入三軍聯合參謀大學深造。
- 1953年9月，任陸軍第五軍第十四師師長。
- 1954年6月，任陸軍第一軍團司令部參謀長。
- 1955年3月，調任陸軍第二軍軍長；同年9月，入實踐學社聯戰班受訓。
- 1956年5月，入美國陸軍參謀大學特2期深造。
- 1957年2月，調任中華民國國防部第三廳廳長，兼中興計畫室副主任，負責督導完成金馬外島戰備及地下化工事。
- 1958年，晉升中華民國陸軍中將，並奉調中華民國國防部人事助理參謀次長兼執行官，支援八二三砲戰。
- 1959年8月，任中華民國國防部人事行政局局長；9月，調任中華民國陸軍總司令部參謀長。

### 1960年代
- 1961年1月，任中華民國海軍陸戰隊司令。
- 1963年8月，入實踐學社高級兵學研究班第2期深造。
- 1964年9月，調任陸軍第一軍團司令。
- 1966年9月，奉調中華民國國防部陸軍二級上將副參謀總長。
- 1967年4月，調任中華民國陸軍副總司令，兼中華民國國防部同袍儲蓄會常務理事。
- 1969年7月，回任中華民國國防部副參謀總長（執行官）。

### 1970年代
- 1972年7月，奉調聯合勤務總司令部總司令。
- 1973年，接任首屆中華民國足球協會理事長，創組飛駝足球隊與中華木蘭女足隊，推動國際化與普及體育[3]。
- 1975年4月，調任臺灣警備總司令部總司令兼臺灣軍管區司令。
- 1978年，調任中華民國國防部副部長。

### 1980年代以後
- 1981年6月10日，調任中華民國退除役官兵輔導委員會主任委員，輔導以百萬計的退除役官兵就業、就學、就醫、就養重責[4]。
- 1986年，天兵忠靈祠由退伍傘兵楊成芳、艾管寧等人發起籌建，復經前國防部長鄭為元上將准予將高雄市大寮區影劇七村左側二筆軍事用地（高雄市大寮區山子頂段第1598之1號及2號地），建祠經費係由個人捐款方式籌措，於1987年4月6日落成啟用。目前由中華民國退伍傘兵協會管理維護。
- 1982年12月，擔任中華奧林匹克委員會主席，兼任中華全國體育協進會會長。
- 1987年4月22日，任中華民國國防部部長；同年5-6月，親赴金門發掘三七事件詳情[5][6]。7月14日蔣經國總統宣布次日（7月15日）零時起解解嚴，他亦作副署，並對現仍遭軍審判刑在監的的237位平民予以減刑或釋放。
- 1988年蔣經國逝後，建請新任總統李登輝下令平反並解除對孫立人上將長達33年的軟禁[7]；其後亦釋放被蔣中正與蔣經國扣留34年的最後四名倖存的陶普斯號油輪的平民船員，以及在綠島監獄監禁達35年的普拉沙號與哥特瓦總統號（英语）波蘭貨輪最後九名中國籍船員[8][9][10]。
- 1989年12月5日，轉任總統府國策顧問。
- 1990年11月1日，昇任總統府資政。
- 1993年8月3日病逝，享年80歲。

鄭為元的軍職生涯本以後勤為主，退役後，1981年先擔任退輔會主任，1987年4月再擔任國防部長，為中華民國首例，後有高華柱及邱國正再為二例。
1988年在面對當時以暴力問政風格聞名的「國會戰神」朱高正委員質詢時，以「猝然臨之而不驚、無故加之而不怒」（出自苏轼《留侯論》）作答，以示尊重。
鄭部長卸任後，獲李登輝總統頒授青天白日勳章，但鄭自謙其個人畢生事蹟不足獲此勳章，去世前要求家屬不得在靈堂上陳列，以示對青天白日勳章之尊重。